# 阿夫里科
阿夫里科（義大利語：Africo），是意大利雷焦卡拉布里亚省的一个市镇。总面积51平方公里，人口3283人，人口密度64.4人/平方公里（2009年）。ISTAT代码为080001。